# St. Francis, Arkansas
St. Francis là một thành phố thuộc quận Clay, tiểu bang Arkansas, Hoa Kỳ. Năm 2010, dân số của thành phố này là 250 người.

## Dân số
- Dân số năm 2000: 250 người.
- Dân số năm 2010: 250 người.